# Полиб (Коринт)
Полиб (на старогръцки: Πόλυβος, Polybos) в гръцката митология е цар на Коринт и на Сикион през 14 век пр.н.е. Той принадлежи към легендарните герои на Тива и е син на Хермес и на нимфата Хтонофила.
По времето на неговото управление овчари намират в планината Китерон едно дете, което наричат Едип, заради подутутите му крака. Те го завеждат при неговата съпруга Перибея (според Хигин Митограф тя сама намира детето на морето). Понеже царската двойка няма деца, го приемат и го отглеждат като тяхно. По-късно те имат свои дъщери: Алкиное, Лизианаса и Амфитея.
Според Софокъл жената на Полиб, Меропа, е дойка на Едип. Евсевий Кесарийски пише, че Полиб управлява между 40 и 45 години.